# RFA One
De RFA One is een in ontwikkeling zijnde drietrapsraket voor het lanceren van lichte satellieten waaronder microsatellieten, en het eerste rakettype van Rocket Factory Augsburg AG (RFA), een Duits bedrijf dat ruimteraketten ontwerpt en bouwt. De eerste lancering wordt op zijn vroegst in 2025 verwacht.

## Geschiedenis
RFA One is de eerste draagraket van de Rocket Factory Augsburg. De raket wordt ontwikkeld met het doel om als serieproduct geleverd te worden.
In juli 2021 werd de door RFA ontwikkelde Helix-raketmotor voor het eerst gestart waarbij deze 8 seconden lang brandde. In augustus volgde een druktest op de brandstoftanks die succesvol werd afgerond. 
In maart 2023 draaide een testmotor gedurende 74 seconden.
De eerste lancering was oorspronkelijk voorzien voor eind 2023 vanaf lanceerplatform Fredo van de Schotse lanceerbasis SaxaVord Spaceport op Unst, een van de Shetlandeilanden. Maar die planning liep ruim een jaar uit. Op 16 mei 2024 werd een statische starttest van een eerste trap op het lanceerplatform in SaxaVord uitgevoerd. Hierbij werden vier van de negen motoren individueel gestart.
In 2023 werd een contract met CNES getekend om de RFA One vanaf het multi-user platform ELM op het Centre Spatial Guyanais te lanceren. 
Op 23 juli 2024, tijdens de Farnborough International Airshow, meldde Scott Hammond, deputy chief executive and operations director van SaxaVord Spaceport, dat hij in september de laatste licentie verwachtte van de Britse luchtvaartautoriteiten nodig voor de eerste lancering van RFA One. Op dat moment waren op Esrange Space Center in Kiruna, Zweden de tests met de tweede trap succesvol beëindigd en was de tweede trap op weg naar Saxaford. Echter, ging de eerste trap die voor de eerste lancering was bedoeld, op 19 augustus 2024 tijdens een statische-starttest met alle motoren, op SaxaVord verloren. Het lanceerplatform doorstond de anomalie wel. Een eerste lancering in kalenderjaar 2024 was hierdoor niet meer mogelijk.

## Eigenschappen
Voor de ontwikkeling van deze raket heeft RFA een algoritme ontwikkeld dat keuzes kan maken met betrekking tot te gebruiken materialen en technieken voor ieder onderdeel op basis van eigenschappen, beschikbaarheid en kosten.
Er wordt veel met reeds bestaande onderdelen gewerkt. De stuwstoftanks zijn gemaakt van een type plaatstaal dat ook voor het construeren van biertanks wordt gebruikt. De tussentrappen en de Neuskegel zijn gemaakt van composietmateriaal uit de auto-industrie. In de motoren zitten manchetten die eveneens afkomstig zijn uit de auto-industrie.

### Eerste trap
De eerste trap wordt voortgestuwd met negen Helix-raketmotoren. Deze werken op RP-1 (raketkerosine) en vloeibare zuurstof volgens een zuurstofrijke gesloten verbrandingscyclus. Alle motoren zijn kantelbaar. De stalen tanks voor zuurstof en kerosine zijn in een constructie met een enkelvoudig koepelvormig tussenschot ertussen. In een later stadium moet de eerste trap herbruikbaar worden.

### Tweede trap
De tweede trap wordt door een Helix-vac motor voortgestuwd. Dit is een Helix met een langere straalpijp die is geoptimaliseerd om in de bovenste lagen van de atmosfeer en in het vacuüm van de ruimte effectief te zijn.
De stuwstoftanks zijn op een soortgelijke wijze als bij de eerste trap geconstrueerd maar zijn een stuk korter.

### Kickstage
De derde trap is een zogenaamde kickstage en heet Redshift OTV. Deze is bedoeld om na het bereiken van een parkeerbaan om de Aarde, de vracht naar zijn gewenste baan te manoeuvreren. Er zijn meerdere configuraties voor verschillende doeleinden mogelijk. De Redshift wordt voortgestuwd door RFA’s eigen Fenix-motor. Deze heeft een stuwkracht van 1,5 kilonewton. De gebruikte brandstof is nitromethaan en de oxidator is distikstofmonoxide.

## Concurrentie
De raket moet de directe concurrentie aangaan met de Amerikaanse raketten ABL RS1 en de Firefly Aerospace Alpha die anno 2023 beide in de testvluchten fase zitten. Ook dingt de raket mee naar missies die in het verleden naar de eerste generatie Vega-raketten zouden zijn gegaan. In Europa (eveneens in Duitsland) ontwikkelt onder meer Isar Aerospace een raket genaamd Spectrum in dezelfde klasse.